# 滕格德
滕格德，是匈牙利绍莫吉州所辖的一个村。总面积30.21平方公里，总人口505，人口密度16.7人/平方公里（2011年1月1日）。